# O.J.: Made in America
O.J.: Made in America es un documental estadounidense de 2016, producido y dirigido por Ezra Edelman para ESPN Films, ganador del Óscar al mejor largometraje documental en 2017. Fue lanzado como una miniserie de cinco episodios. El documental explora la vida y carrera del exjugador de fútbol americano O. J. Simpson, desde el comienzo de su emergente carrera deportiva en la Universidad del Sur de California, su célebre popularidad dentro de la cultura estadounidense, hasta su juicio por los asesinatos, la noche del 12 de junio de 1994, de Nicole Brown Simpson y Ronald Goldman, su posterior absolución y la condena y encarcelamiento por otro crimen acaecido 13 años después del caso principal. El documental tuvo su première en el Festival de Cine de Sundance el 22 de enero de 2016 y se estrenó simultáneamente en Los Ángeles y Nueva York en mayo del mismo año.

## Premisa
A través de entrevistas, metraje de noticias y archivos de audio y video, O.J.: Made in America traza la vida y carrera de O.J. Simpson, comenzando con su llegada a la Universidad del Sur de California como una superestrella del fútbol emergente y terminando con su encarcelamiento en 2007 por robo. A lo largo del documental, la vida de Simpson -el éxito futbolístico, la carrera televisiva, la relación con Nicole Brown, el abuso doméstico, el asesinato de Nicole y Ron Goldman y el posterior juicio- corre paralela a la narrativa más amplia de la ciudad de Los Ángeles, que actúa como personaje permanente y testigo de las crecientes tensiones raciales, y una relación volátil entre la ciudad y el Departamento de policía y la comunidad afroamericana. Se usaron imágenes de los disturbios de Watts y de los acaecidos en 1992, así como noticias periodísticas y documentales de las cadenas televisivas. Ambos eventos se utilizaron para configurar y explicar lo que sucedió durante el juicio por asesinato de Simpson.

## Producción
El desarrollo de un documental basado en O.J. Simpson comenzó a planificarse en 2007, lo que eventualmente llevó a la contratación de Brett Morgen para grabar la película June 17th, 1994, también para ESPN Films. Lanzada en junio de 2010, esta cinta utilizó únicamente imágenes de archivo de varios eventos deportivos ocurridos aquel día para narrar los sucesos de la persecución policial de O.J. Simpson. En opinión del productor ejecutivo de ESPN Films Connor Schell, la visión de O.J. Simpson desde junio de 1994 hasta octubre de 1995 "es inevitable [...] pero si un está interesado en las cosas que lo precedieron, entonces tiene que ser más largo que un formato tradicional de dos horas". Este pensamiento le llevó a reunirse con el director Edelman en febrero de 2014, donde Schell le expresó su interés de crear un macro-documental de cinco horas sobre Simpson, algo que, inicialmente, Edelman declinó al no haber "nada más que decir sobre él". Posteriormente aceptó al darse cuenta de que el juicio contra O.J. Simpson, si bien era un punto importantísimo en la historia, era un episodio más de su vida, en el que tendría cabida una historia que ahondaba sobre las diferencias raciales en los Estados Unidos, especialmente en los Ángeles, en la relación entre la comunidad afroamericana y la policía y el legado cultural del propio O.J. que le encumbró a la fama.
Durante el proceso de concepción del documental, que se alargó durante 18 meses, Edelman realizó 72 entrevistas para el documental, incluyendo actores clave de la fiscalía (Marcia Clark, Gil Garcetti y Bill Hodgman), el equipo de la defensa de Simpson (F. Lee Bailey, Carl E. Douglas y Barry Scheck), amigos de la infancia de Simpson, miembros del jurados del juicio penal, ex detectives de LAPD involucrados en el caso (Mark Fuhrman y Tom Lange) y activistas de derechos civiles afroamericanos, así como los familiares de Ron Goldman y Nicole Brown Simpson. Edelman también se acercó a Simpson a través de una carta, que nunca fue respondida. También espero contar, sin éxito, con Marguerite L. Whitley, la primera mujer de Simpson, con la que se casó el 24 de junio de 1967 y con la que tuvo tres hijos: Arnelle (4 de diciembre de 1968), Jason (21 de abril de 1970) y Aaren Lashone (24 de septiembre de 1977-1979). En 1979, Aaren se ahogó accidentalmente en la piscina familiar, poco antes del divorcio de la pareja. También se intentó que participara el exfiscal del condado de Los Ángeles Christopher Darden, quien declinó participar. A pesar de que el proyecto final llegaba a las cinco horas, a los ejecutivos de ESPN Films se les mostró un metraje con más de 7 horas y media de duración.
El plan que ESPN Films tenía en un principio era dividir la película en tres partes: "lo que condujo al asesinato, el juicio y todo lo que vino después del juicio". Finalmente, el planteamiento llevó a que se dividiera en cinco episodios.

## Lanzamiento
O.J.: Made in America tuvo una première en el Festival de Sundance el 22 de enero de 2016, con un intermedio, y también se proyectó en el Festival de cine de Tribeca tres meses más tarde, y Hot Docs Canadian Festival Internacional de Documentales en Toronto los días 29 y 30 de abril. El documental tuvo una presentación teatral con dos entreactos en Cinema Village en la ciudad de Nueva York y el Teatro Laemmle en Santa Mónica (California) del 20 al 26 de mayo de 2016. La primera parte se estrenó en televisión el 11 de junio de 2016 en ABC, seguido de las partes dos a cinco transmitidas por ESPN los días 14, 15, 17 y 18 de junio, respectivamente. En sucesivas transmisiones de la cuarta parte, las fotos de la escena del crimen gráfico fueron borradas por ESPN, para permitir que las re-emisiones ocurrieran "en varios momentos". Las imágenes no se difuminaron en la emisión original o en la versión disponible "a petición de los espectadores en línea o a través de los servicios por cable".

## Recepción
El sitio web de Rotten Tomatoes, dedicado a la revisión, valoración y crítica de películas y series, le dio una calificación del 100% basándose en las 50 revisiones que recibió, con una calificación promedia de 9,2 sobre 10. La crítica del sitio decía que el documental "pinta un retrato equilibrado y completo del sueño americano yuxtapuesto con la tragedia; está ejecutado con poder y habilidad". En Metacritic la película recibió una puntuación de 96 sobre 100, basado en 21 críticas, siendo un proyecto de "aclamación universal".
Los críticos Kenneth Turan y Mary McNamara de Los Angeles Times elogiaron a O.J.: Made in America. Turan afirmó que la película "es un documental excepcional tan perceptivo, empático y convincente que nunca se acabará", añadiendo McNamara que era "históricamente meticuloso, temáticamente convincente y profundamente humano, es una obra maestra de la erudición, el periodismo y el arte cinematográfico". El crítico de Sports Illustrated, Richard Deitsch, dijo que era uno de los mejores documentales que ESPN había producido nunca, era "emocionante e intransigente... hará ver el caso de asesinato más famoso de la historia de los Estados Unidos con ojos nuevos y bajo un prisma mayor". Brian Tallerico, de la web RogerEbert.com, valoró el documental con cuatro estrellas (sobre cinco), declarando: "incluso en esta era de 'Peak TV', es raro ver algo tan esencial y trascendental como O.J.: Made in America de ESPN... El documental de ocho horas de Ezra Edelman, sorprendentemente ambicioso, es una obra maestra, una pieza refinada de periodismo de investigación que coloca el tema que ilumina en el contexto más amplio de finales del siglo XX. Lo habría visto por otras ocho horas, es así de bueno".
Daniel Feinberg, de The Hollywood Reporter, dijo que era un documental "provocativo, inteligente y exhaustivo que se desgarra en un clip impresionante por su longitud, con una tragedia en cada esquina", mientras que Hank Stuever, de The Washington Post, lo catalogó como "un gran logro". En Variety, el periodista Brian Lowry agregó que la cinta pasaría a los anales de ESPN y catapultaría a Edelman, quien había creado una obra maestra que trata, con el nexo de la raza, la celebridad y los deportes, "una extraña yuxtaposición de una figura que se enorgullecía de trascender el color, pero que finalmente confiaba en él cuando estaba cargado el asesinato de su ex esposa, Nicole, y Ronald Goldman".
A.O. Scott del New York Times sintió que la película "tiene la grandeza y la autoridad de la mejor no ficción de larga duración". No obstante, Scott sintió que un "punto ciego" de la película era su "predominio de voces masculinas entre los sujetos entrevistados, y la estrechez de miras", en un tema tan polémico como la violencia doméstica. "El filme, que tan persuasivamente trata el racismo como un problema sistémico, no puede entender cómo tratar la violencia contra las mujeres con el mismo tipo de rigor o matiz", y agregó que "O.J. Simpson es visto como un símbolo" mientras que "el destino de Nicole Brown Simpson, en cambio, es tratado como una tragedia individual, y parece que no hay vocabulario político disponible para que los cineastas entiendan lo que le sucedió.